# تورون‌سولاک‌لی (قره‌عیسی‌لی)
تورون‌سولاک‌لی (به ترکی استانبولی: Torunsolaklı) یک منطقهٔ مسکونی در ترکیه است که در کارایسالی واقع شده‌است.